# Mırtı (Göyçay)
Mırtı è un comune dell'Azerbaigian situato nel distretto di Göyçay. Conta una popolazione di 2 340 abitanti.